# 威廉姆森 (亞利桑那州)
威廉姆森（英語：Williamson）是位於美國亞利桑那州亞瓦派縣的一個人口普查指定地區。根據2010年美國人口普查，該地人口為3776人，而該地的面積約為147.37平方千米。

## 地理
威廉姆森的座標為34°40′28″N 112°31′50″W / 34.67444°N 112.53056°W，而該地最高點為海拔高度1540米（即5053英尺）。